# Juan Manuel Lucero
Juan Lucero (n. Mendoza, Argentina; 26 de mayo de 1985) es un futbolista argentino nacionalizado chileno, que juega como delantero o extremo, en 22 de Septiembre de la Segunda División de Paraguay.

## Trayectoria
En 2002 debutó en Coquimbo Unido, donde en el año 2004 fue uno de los goleadores del club junto a Marcelo Corrales, lo que motivó que en 2005 emigrara a Colo-Colo, para luego volver al club en que debutó en 2006. Posteriormente jugó el primer semestre de 2008 para el Cobresal aunque sin mucha continuidad debido a constantes lesiones. A mitad del mismo año se vincula al Olimpia de Paraguay, allí fue titular en la mayoría de los partidos aunque siempre perseguido por sus lesiones logró destacar en el campeonato paraguayo siendo catalogado por la prensa local como el futbolista más desequilibrante del fútbol paraguayo.[cita requerida] No se caracterizó por sus goles, sino por ser un gran asistidor, querido por la afición llegó el momento de emigrar, una oportunidad que él venía esperando desde hace tiempo, jugar en el fútbol argentino. Así en julio de 2009 es transferido al Colón de Santa Fe de Argentina. En el Torneo Apertura 2009 solo jugó tres partidos (Contra Vélez, contra Atlético Tucumán y la 18.ª Fecha contra Godoy Cruz) ya que tuvo una lesión que le impidió ser regular en el torneo.[cita requerida] Después de recuperarse de la pubalgia disputó una gran pretemporada donde recuperó el nivel que venía teniendo antes de la lesión.[cita requerida] A comienzos del 2011 regresa al Paraguay pero ahora para jugar en el Club Cerro Porteño, llegando a la semifinal de la Copa Libertadores de América, y en donde el mismo se ganó el cariño de la hinchada azulgrana.
El jugador volvió a firmar para continuar jugando con Cerro Porteño  por una temporada más, pero se perderá todo el Campeonato Clausura luego de romperse los ligamentos cruzados. Por este motivo, la directiva del Club Cerro Porteño contrató a Nelson Cuevas y Édgar Benítez, ya que ambos juegan en la misma posición y podrán suplirlo por esta temporada.
En 2013 fichó por el equipo paulista Portuguesa, jugando con su compatriota argentino Flecha Arraya. Mientras, no tuvo gran pasaje por tierras brasileñas.
En 2014 volvió a Mendoza a formar parte de las filas del Club Sportivo Independiente Rivadavia y posteriormente por situaciones contractuales fue cedido a préstamo a Gutierrez Sport Club

## Clubes
| Club                    | País      | Año           |
| ----------------------- | --------- | ------------- |
| Coquimbo Unido          | Chile     | 2002 - 2004   |
| Colo-Colo               | Chile     | 2005          |
| Coquimbo Unido          | Chile     | 2006 - 2008   |
| Cobresal                | Chile     | 2008          |
| Olimpia                 | Paraguay  | 2008 - 2009   |
| Colón de Santa Fe       | Argentina | 2009 - 2010   |
| Cerro Porteño           | Paraguay  | 2011 - 2012   |
| Portuguesa              | Brasil    | 2013          |
| Quilmes                 | Argentina | 2013          |
| Sportivo Luqueño        | Paraguay  | 2014          |
| Independiente Rivadavia | Argentina | 2014          |
| Gutiérrez SC            | Argentina | 2014 - 2015   |
| San Marcos de Arica     | Chile     | 2015          |
| Deportes Iberia         | Chile     | 2016          |
| 22 de Septiembre        | Paraguay  | 2017-presente |

## Palmarés

### Campeonatos nacionales
| Título          | Club          | País     | Año  |
| --------------- | ------------- | -------- | ---- |
| Torneo Apertura | Cerro Porteño | Paraguay | 2012 |

- Datos: Q4300940